# Grażyna Jaworska (naukowiec)
Grażyna Jaworska – polska inżynier, prof. dr hab. nauk rolniczych, profesor Instytutu Technologii Żywności i Żywienia, Kolegium Nauk Przyrodniczych Uniwersytetu Rzeszowskiego, Katedry Surowców i Przetwórstwa Owocowo-Warzywnego Wydziału Technologii Żywności Uniwersytetu Rolniczego im. Hugona Kołłątaja w Krakowie i Instytutu Nauk Technicznych Państwowej Wyższej Szkoły Wschodnioeuropejskiej w Przemyślu.

## Życiorys
W 1992 obroniła pracę doktorską Przydatność wybranych odmian bobu do produkcji mrożonek i konserw apertyzowanych, 8 czerwca 2005 habilitowała się na podstawie pracy zatytułowanej Wartość gospodarcza i zawartość składników odżywczych w szpinaku nowozelandzkim oraz jego przydatność do produkcji mrożonek i konserw sterylizowanych. 1 sierpnia 2011 uzyskała tytuł profesora nauk rolniczych. Została zatrudniona na stanowisku profesora w Katedrze Surowców i Przetwórstwa Owocowo-Warzywnego na Wydziale Technologii Żywności Uniwersytetu Rolniczego im. Hugona Kołłątaja w Krakowie, w Instytucie Nauk Technicznych Państwowej Wyższej Szkole Wschodnioeuropejskiej w Przemyślu oraz w Instytucie Technologii Żywności i Żywienia, Kolegium Nauk Przyrodniczych Uniwersytetu Rzeszowskiego.
Awansowała na stanowisko profesora nadzwyczajnego w Wyższej Szkole Gospodarczej w Przemyślu i w Katedrze Technologii Owoców, Warzyw i Grzybów na Wydziale Technologii Żywności Uniwersytetu Rolniczego im. Hugona Kołłątaja w Krakowie.
Była profesorem zwyczajnym w Katedrze Ogólnej Technologii Żywności i Żywienia Człowieka na Wydziale Biologicznym i Rolniczym Uniwersytetu Rzeszowskiego, oraz w Instytucie Inżynierii Środowiska Państwowej Wyższej Szkole Wschodnioeuropejskiej w Przemyślu.
Jest członkiem Komitetu Nauk o Żywności i Żywieniu i Komitetu Nauk o Żywności i Żywieniu; Sekcji Analizy Żywności Polskiej Akademii Nauk, przewodniczącym Zespołu Nauk Rolniczych Polskiej Komisji Akredytacyjnej i członkiem prezydium PKA.
Była zatrudniona na stanowisku kierownika w Katedrze Ogólnej Technologii Żywności i Żywienia Człowieka na Wydziale Biologicznym i Rolniczym Uniwersytetu Rzeszowskiego.
Została członkiem zarządu Polskiego Towarzystwa Technologów Żywności, a także członkiem Zespołu Nauk Biologicznych, o Ziemi, Rolniczych, Leśnych i Weterynaryjnych Polskiej Komisji Akredytacyjnej i specjalistą Komitetu Nauk o Żywności i Żywieniu PAN.